# Actinodaphne omeiensis
Actinodaphne omeiensis är en lagerväxtart som först beskrevs av H. Liu, och fick sitt nu gällande namn av C.K. Allen. Actinodaphne omeiensis ingår i släktet Actinodaphne och familjen lagerväxter. Inga underarter finns listade i Catalogue of Life.